# Bonaducecythere
Bonaducecythere is een geslacht van kreeftachtigen uit de klasse van de Ostracoda (mosselkreeftjes).

## Soorten
- Bonaducecythere hartmanni McKenzie, 1977
- Bonaducecythere santacruzensis (Gottwald, 1983) Mckenzie, 1983